# Faro Baishamen
El Faro Baishamen (en chino: 白沙门灯塔) situado en la isla de Haidian, Haikou, en la provincia de Hainan, China, es el sexto faro más alto del mundo, y el segundo más alto de China. Se eleva de una base hexagonal de tres plantas, la estructura es de 236 pies (72 m) de altura. Este faro activo tiene un plano focal de 256 pies (78 m) y envía un destello blanco cada seis segundos. La torre cilíndrica triangular y de base están hechos totalmente de hormigón blanco. Sirve como una luz de recalada para la ciudad de Haikou, y está situada en el lado este de la entrada a la Bahía de Haikou, el puerto de Haikou en la costa noreste de la isla de Haidian.